# Campoplex infumatus
Campoplex infumatus är en stekelart som först beskrevs av Léon Abel Provancher 1874.  Campoplex infumatus ingår i släktet Campoplex och familjen brokparasitsteklar. Inga underarter finns listade.